# Katharina Riese

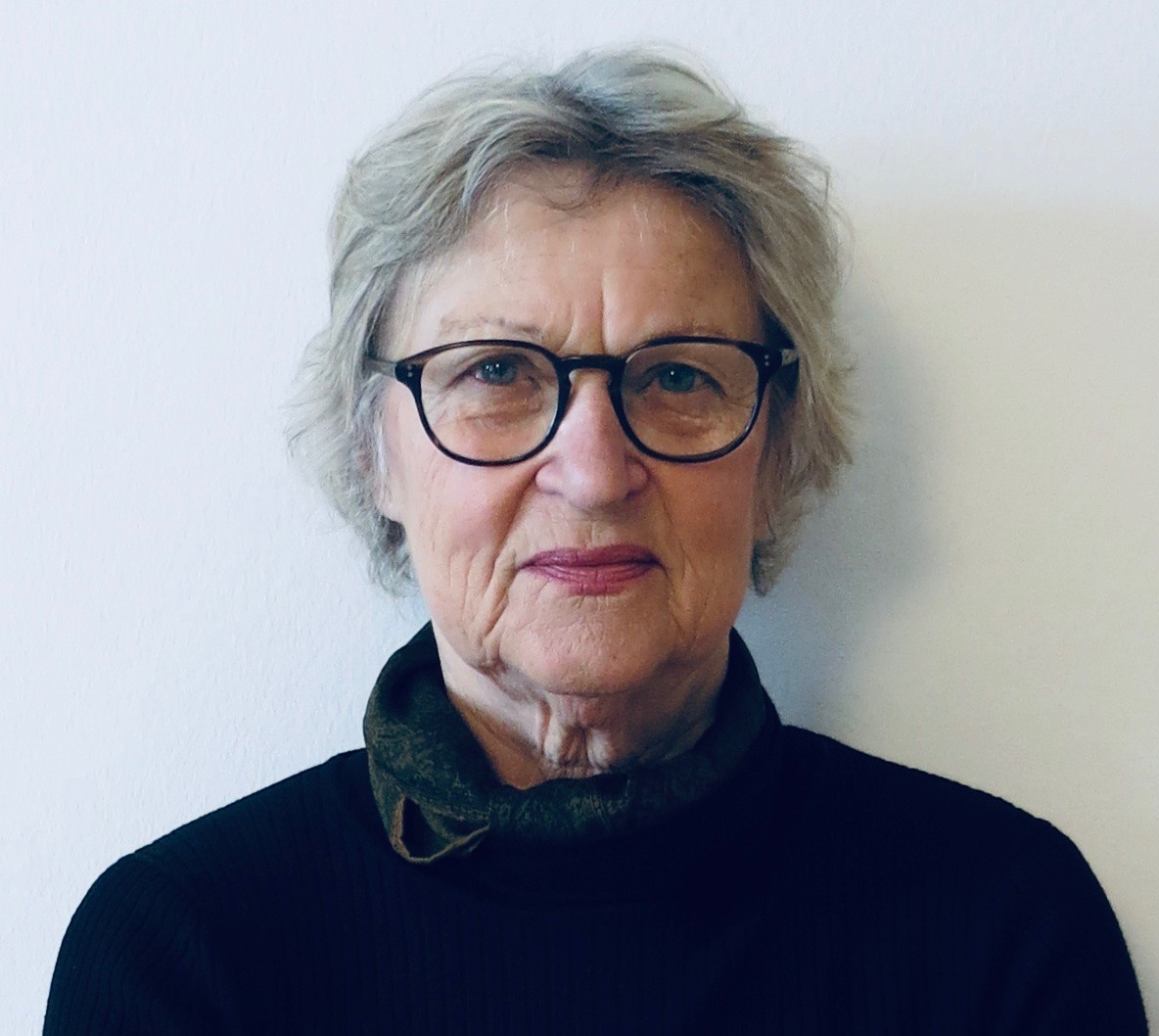
Katharina Riese (2023)

Katharina Riese (* 4. Mai 1946 als Katharina Brenner in Linz/Donau) ist eine österreichische Schriftstellerin.

## Leben
Katharina Riese wuchs auf in Linz, wo sie 1964 maturierte. Anschließend zog sie nach Wien. Sie studierte Volkskunde und Kunstgeschichte an den Universitäten in Wien und Basel. 1981 promovierte sie an der Universität Wien mit einer volkskundlichen Arbeit zum Doktor der Philosophie. Sie übte verschiedene berufliche Tätigkeiten aus; daneben war sie schriftstellerisch und journalistisch tätig und in der Wiener Frauenbewegung, insbesondere im Rahmen eines Frauentheaterprojekts, aktiv. In den Neunzigerjahren galt das Hauptinteresse der Autorin der Radiokunst und der österreichischen Dialektliteratur. Riese lebt heute als freie Schriftstellerin in Wien.
Die Autorin ist Verfasserin von Erzählungen, Rezensionen, Theaterstücken und Hörspielen.
Katharina Riese ist Mitglied der Grazer Autorenversammlung, der IG Autorinnen Autoren sowie des Vereins „Österreichische Dialektautoren und -archive“. Sie erhielt u. a. folgende Auszeichnungen: 1986 den Theodor-Körner-Förderpreis, 1989 ein Österreichisches Staatsstipendium für Literatur sowie 1993 den Literaturförderpreis der Stadt Wien. 1994 nahm Riese am
Ingeborg-Bachmann-Wettbewerb in Klagenfurt teil.

## Werke
- Die Abtreibung in der Volksmedizin, Wien 1980 (Dissertation)
- In wessen Garten wächst die Leibesfrucht? Das Abtreibungsverbot und andere Bevormundungen. Gedanken über die Widersprüche im Zeugungsgeschäft, Wiener Frauenverlag. Frauenforschung Band 2, Wien 1983
- Selbstportrait mit Taube. Erzählungen, Turin + Kant, Wien 1995
- Der Papa kommt zum zweiten Mal. Satiren und andere Geschichten, Grosser Verlag, Linz 1996
- The Making of Vienna. Literarische Stadtführerinnen durch Wien, Löcker Verlag, Wien 2003
- Vilma heiratet ihre Enkelin, Sonderzahl Verlag, Wien 2010
- Parcours durch Körper und Gelände. Von Schauplatz zu Schauplatz, Sonderzahl Verlag, Wien 2017
- Die gute Wurst aus Holz. Dr. Peukert. Erfinder. Vater, Klever Verlag Wien, 2023
- Podium Portrait 124: Katharina Riese, Gedichte, 2023